# 特種警察列表
本列表列舉出各國現存的特種警察部隊：

## 阿富汗伊斯蘭酋長國
- 阿富汗內務部
  - 警察特別單位總司令部

## 阿尔及利亚

#### 国家宪兵队
- 特别干预團

#### 阿爾及利亞警察
- 警察特别行动組（GOSP）

## 安道尔
- 安道爾警察部隊（英语：Police Corps of Andorra）
  - 安道爾警察干預單位（GIPA）

## 亞美尼亞
- 亞美尼亞國家安全局（英语：National Security Service (Armenia)）
  - 阿爾法小組

## 

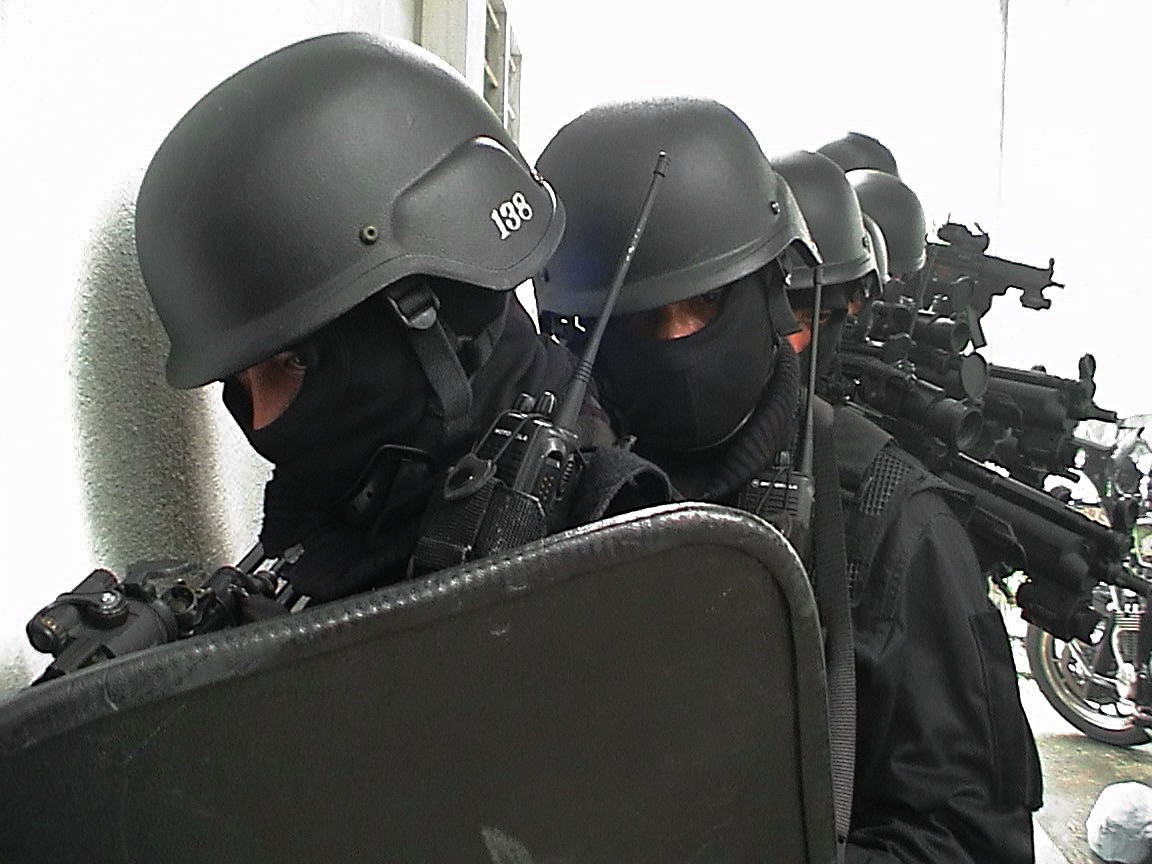
馬來西亞皇家警察特別行動指揮部所屬警員

### 澳洲警察戰術單位一覽
- 警察戰術組（英语：Police Tactical Group）（PTG）

#### 澳洲聯邦警察
- 專業應變組（英语：Specialist Response Group）（SRG）

#### 新南威爾士州警察部隊（英语：New South Wales Police Force）
- 戰術行動單位（英语：State Protection Group）（TOU）
- 州警備支援單位（英语：State Protection Group）（SPSU）

#### 北領地警察（英语：Northern Territory Police）
- 區域應變組（英语：Territory Response Group）（TRG）

#### 昆士蘭警察局（英语：Queensland Police Service）
- 特別緊急應變隊（英语：Special Emergency Response Team (Queensland)）（SERT）

#### 南澳洲警察（英语：South Australia Police）
- 特別任務和營救部隊（英语：Special Tasks and Rescue）（STAR）

#### 塔斯馬尼亞警察（英语：Tasmania Police）
- 特別行動組（英语：Tasmania Police Special Operations Group）（SOG）

#### 維多利亞州警察
- 特別行動組（英语：Victoria Police Special Operations Group）（SOG）
- 緊急事件應變隊（英语：Critical Incident Response Team）（CIRT）

#### 西澳洲警察（英语：Western Australia Police）
- 戰術應變組（TRG）

#### 新南威爾士州懲教局（英语：Corrective Services New South Wales）
- 保安行動組（英语：Security Operations Group）（SOG）

#### 西澳洲懲教局
- 特別行動組（SOG）

## 奥地利
- 奥地利聯邦內務部
  - 眼鏡蛇作戰司令部（國家級反恐部隊）
- 州警察
  - 維也納特種任務警戒隊(Wiener Einsatzgruppe Alarmabteilung)
- 司法警衛（監獄警察）
  - 司法警衛特遣隊(Justizwache Einsatzgruppe)，處理監獄安全事件SWAT
  - 快速干預行動隊(Schnelle Interventions Gruppe)，SWAT

## 比利时
- 比利時聯邦警察（英语：Federal Police (Belgium)）
  - 特別單位總局（英语：Federal Police Special Units）（DSU）

## 白俄羅斯
- 白羅斯內務部（英语：Ministry of Internal Affairs (Belarus)）
  - 特別用途民警單位（英语：OMON (Belarus)）（OMON／AMAP）
  - 鑽石反恐特別單位
  - 白俄羅斯內衛部隊（英语：Internal Troops of Belarus）
    - 第3獨立特別用途旅（英语：3rd Separate Special-Purpose Brigade）
- 白羅斯共和國國家安全委員會
  - 阿爾法小組

## 保加利亚
- 保加利亞內務部（英语：Ministry of Internal Affairs (Bulgaria)）
  - 特別反恐單位（SOBT）
- 保加利亞憲兵
  - 反恐群

## 
- 汶萊皇家警察部隊（英语：Royal Brunei Police Force）
  - 特別行動組（SOS）

## 加拿大

### 皇家加拿大騎警
- 緊急應變隊（英语：Emergency Response Team (RCMP)）（ERT）

### 地方層級及其他單位

#### 加拿大原子能有限公司
- 核子安全應變隊

#### 巴里警察局（英语：Barrie Police Service）
- 戰術支援單位（TSU）

#### 布蘭登警察局
- 戰術應變單位（TRU）

#### 布蘭特福德警察局
- 緊急應變隊（ERT）

#### 布羅克維爾警察局（英语：Brockville Police Service）
- 緊急應變隊（ERT）

#### 卡爾加里警察局（英语：Calgary Police Service）
- 戰術單位

#### 喬克河研究所
- 核子應變隊（NRT）

#### 加拿大懲教局（英语：Correctional Service of Canada）
- 機構緊急應變隊（IERT）
- 機構危機干預隊（ICIT）

#### 埃德蒙頓警察局（英语：Edmonton Police Service）
- 戰術單位

#### 哈爾頓地區警察局（英语：Halton Regional Police Service）
- 戰術救援單位（TRU）

#### 安大略省警察局
- 戰略和救援單位（英语：Tactics and Rescue Unit）（TRU）
- 緊急應變隊（ERT）

#### 渥太華警察局
- 戰術單位

#### 薩斯卡通警察局（英语：Saskatoon Police Service）
- 戰術支援單位（TSU）

#### 多倫多警察局（英语：Toronto Police Service）
- 緊急任務部隊（ETF）

#### 溫哥華警察局（英语：Vancouver Police Department）
- 緊急應變隊（ERT）

#### 溫莎警察局（英语：Windsor Police Service）
- 戰術單位

#### 溫尼伯警察局（英语：Winnipeg Police Service）
- 戰術支援隊（TST）

#### 魁北克安全局（英语：Sûreté du Québec）
- 干預組

## 中华人民共和国
鉴于该国警察战术单位众多，以下仅列举部分例子：
 人民警察
- 公安机关
  - 北京市公安局反恐怖和特警总队（蓝剑突击队）
  - 上海市公安局特警总队（防暴突击队）
- 司法行政机关
  - 广东省英德监狱特警队
  - 四川省雅安监狱特警队

 人民武装警察
- 机动部队
  - 第一机动总队特种作战第一支队（猎鹰突击队）
  - 第二机动总队特种作战第一支队（雪豹突击队）
- 内卫部队
  - 新疆维吾尔自治区总队山地反恐特种作战支队（山鹰突击队）
  - 河北省总队机动支队特种作战一中队（天剑突击队）

## 中華民國
中華民國特種警察可分為中央、地方兩個層級，廣義上也包括海巡和憲兵的特種勤務單位：
內政部警政署
- 維安特勤隊：隸屬於保安警察第一總隊，於1992年成立，負責處理全國反恐任務及反劫機等國際性犯罪[1]。
- 除暴特勤隊：隸屬於刑事警察局，于2017年由刑事局警备队特勤队改制成立，負責處理全國跨縣市區域重大刑事案件。

各縣市警察局
- 特勤中隊（俗稱霹靂小組）：通常隸屬於刑事警察大隊或者保安大隊，例如臺北市政府警察局刑警大隊特勤中隊、高雄市保安大隊特勤中隊。與除暴特勤隊不同，各地方警局編制之特勤中隊負責執行轄區內重大暴力、槍毒等掃蕩任務，及地方選舉時會從隊員中挑選作為各候選人的安全隨扈[1]。

海洋委員會
- 海巡特勤隊：直屬海洋委員會海巡署，負責處理反劫船、反海盜、反偷渡及其他領海內犯罪行為。

國防部
- 憲兵特勤隊：直屬憲兵指揮部的特种部队。虽然成員均為軍人，但是被中華民國《調度司法警察條例》第2-4條、《刑事訴訟法》第229-231條、《軍事審判法》第58-60條及大法官588號解釋授予司法警察權，所以亦军亦警。宪特負責负责全国的反劫机、军事犯罪调查及台湾北部的反劫持、防卫任务。

## 捷克
- 捷克共和國警察
  - 快速應變單位（英语：Útvar rychlého nasazení）（URNA）
  - 區域干預單位（KZJ）
- 捷克共和國海關總署
  - 作戰部署小組（SON）

## 丹麦
- 丹麥國家警察（英语：Rigspolitiet）
  - 警察行動部隊（AKS）
- 哥本哈根警察總部
  - 第一應變單位

## 芬兰
- 芬蘭警察（英语：Police of Finland）
  - 警察快速應變單位（英语：Police Rapid Response Unit (Finland)）（SIU）
- 芬蘭邊境警衛隊（英语：Finnish Border Guard）
  - 邊防衛隊快速應變單位

## 法國
國家警察的搜查及干預旅常駐在國內十五個主要城市，主要負責武裝對策和嚴重犯罪（如：銀行劫案及綁架案等）案件。搜索，支援，干預，威懾部隊（RAID）則為國家級的特種警察單位，它併合了先前駐守在國內的國家警察干預組（GIPN），負責在全國範圍內執行反恐、拯救人質、拘捕高危險性疑犯、防暴、要員保護、押解及維持公共秩序等任務。
此外，國家憲兵亦擁有一支全國層級的反恐部隊，是為國家憲兵干預組，由於是軍隊特種部隊，因此除了會在國內行動以外亦可派駐海外執行任務。

### 法國警察戰術單位一覧

#### 國家警察
- 搜查及干預旅（BRI）（為各地區的警察局所屬，其中巴黎的增強部隊名為“BRI-BAC”）
- 搜索，支援，干預，威懾部隊（RAID）
- 國家警察干預部隊（FIPN）（於緊急情況下可由BRI-BAC及RAID組成的臨時部隊）

#### 國家憲兵
- 國家憲兵干預組（GIGN）
  - 國家憲兵干預組區域分隊（AGIGN）

#### 對內安全總局
- 行動支援組（GAO）

## 德国
德國特種警察單位有各邦警察所屬的特別行動突擊隊、流動特勤隊，以及聯邦警察所屬的GSG 9，和拘捕單位等。
聯邦警察GSG 9隸屬於聯邦內政和國土部，於慕尼黑慘案後建立。根據聯邦警察的數據，於2000年GSG 9一共成功完成了26次任務，其中有GSG 9職責範圍內的任務，也有支援其他部門的任務。從其成立時起，GSG 9共被調動逾1,500次。

#### 德國警察戰術單位一覽
- 聯邦警察
  - GSG 9
  - 證據搜索和逮捕單位（英语：Arrest unit）（BFE）
  - 證據搜索和逮捕加强單位（BFE+）
- 聯邦刑事警察辦公室（英语：Federal Criminal Police Office (Germany)）
  - 機動特勤隊（MEK）
- 海關調查局（英语：Zollkriminalamt）
  - 中央海關支援組（英语：Zentrale Unterstützungsgruppe Zoll）（ZUZ）
- 野戰獵兵（英语：Feldjäger）
  - 强攻部隊
- 邦警察（英语：Landespolizei）
  - 特別行動突擊隊（SEK）
  - 證據搜索和逮捕單位（英语：Arrest unit）（BFE）
  - 機動特勤隊（MEK）

## 希腊
- 希臘警察
  - 特別壓制反恐單位

## 香港

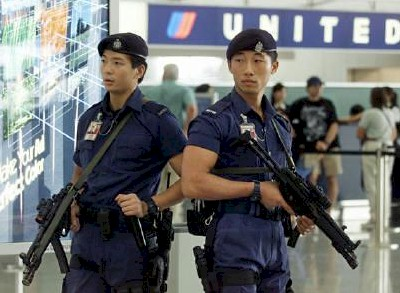
機場特警組

香港警務處轄下存有多支特種警察部隊，包括隸屬於警察機動部隊總部綽號為飛虎隊的特別任務連〈轄下設有海事反恐怖活動小艇隊等等〉；隸屬於反恐怖活動及內部保安組的反恐特勤隊及隸屬於機場警區的機場特警組；隸屬於小艇分區的海事緊急應變小組。此外，刑事情報科轄下設有負責專門支援跟蹤組的跟蹤支援隊。

#### 香港警察戰術單位一覽
- 香港警務處
  - 警察機動部隊總部
    - 特別任務連（SDU）
    - 特別戰術小隊（STC）

  - 反恐怖活動及內部保安組
    - 反恐特勤隊（CTRU）

  - 機場警區
    - 機場特警組（ASU）

  - 刑事情報科
    - 跟蹤支援隊（SSU）

  - 小艇分區
    - 海事緊急應變小組（MERT）
- 香港懲教署
  - 懲教緊急應變隊（CERT）
  - 區域應變隊（RRT）
- 入境事務處
  - 緊急應變隊（ERT）

## 匈牙利
- 反恐中心（英语：Counter Terrorism Centre）（TEK）
- 行動警察

## 冰島
- 冰島警察（英语：Icelandic Police）
  - 全國警察委員會特別單位（英语：Icelandic Special Forces）

## 印度
- 國家安全衛隊（英语：National Security Guard）
  - 第51特別行動組（英语：51 Special Action Group）（51 SAG）
- 反恐群（英语：Anti-Terrorism Squad (India)）（ATS）（駐紥於馬哈拉施特拉邦、古吉拉特邦、喀拉拉邦、北方邦、拉賈斯坦邦和比哈爾邦）
- 查謨-克什米爾邦警察
  - 特別行動組（英语：Special Operations Group (India)）（SOG）
- 奧里薩邦警察
  - 特別行動組（英语：Special Operation Group）（SOG）
  - 特別戰術單位（英语：Special Tactical Unit）（STU）
- 孟買警察（英语：Mumbai Police）
  - 第一部隊（英语：Force One (Mumbai Police)）（Force One）
- 中央後備警察部隊
  - 堅決行動突擊營（COBRA）
  - 迅速行動部隊（英语：Rapid Action Force）（RAF）
- 西孟加拉邦警察（英语：West Bengal Police）
  - 反叛亂部隊（英语：Counter Insurgency Force）（CIF）
- 灰獵犬部隊（英语：Greyhounds (police)）（執行反叛亂作戰的部隊，駐紥於安德拉邦和特倫甘納邦）
- 旁遮普邦警察（英语：Punjab Police）
  - 特種武器和戰術部隊（英语：Punjab Police SWAT Team）（SWAT）
- 喀拉拉邦警察（英语：Kerala Police）
  - 喀拉拉邦雷霆部隊（英语：Kerala Thunderbolts）
- 其他
  - 特別保護組（英语：Special Protection Group）（SPG）
  - 特種武器和戰術部隊（SWAT）（地方層級）

## 印度尼西亞
- 印尼國家警察（英语：Indonesian National Police）
  - 機動大隊（英语：Mobile Brigade Corps）（Brimob）
  - 88特別分隊（Densus 88）
- 印尼海關和納稅總署（英语：Directorate General of Customs and Excise (Indonesia)）
  - 海關戰術單位（CTU）

## 伊朗
- 伊朗警察（英语：Law Enforcement Force of the Islamic Republic of Iran）
  - 伊朗特別警察單位（英语：Iranian Police Special Units）
    - 反恐特種部隊（英语：Anti-Terror Special Force）

## 伊拉克
- 伊拉克警察（英语：Iraqi Police）
  - 特種武器和戰術部隊（SWAT）

## 爱尔兰
- 愛爾蘭和平衛隊
  - 愛爾蘭和平衛隊緊急應變單位（英语：Garda Emergency Response Unit）（ERU）

## 以色列
以色列国境警察特勤队（YAMAM）当中包括指挥总部、情报部门及研发团队，其余人员则依其专长编成一个拥有5支小队的单位。人员主要来自于以色列国防军服役时经历实战经验的警察为主，编制为逾200名。

### 以色列警察戰術單位一覽
- 以色列警察
  - Yasom部隊（英语：Yasom）（特別巡邏單位，主要執行人群控制及快速應變任務）
  - Gideonim部隊（又名第33號部隊，為一支執行隱蔽行動的特種警察單位）
  - Yagal部隊（反走私部隊）
- 以色列边境警察
  - YAMAM部隊
  - YAMAS部隊（英语：Yamas (Israel Border Police unit)）（隱蔽行動單位）
  - YAMAG部隊
  - Matilan部隊
- 以色列監獄局（英语：Israel Prison Service）
  - Metzada部隊（英语：Metzada unit）（為一支應付監獄內亂的快速應變部隊）
  - Nahshon部隊（負責干預和護送任務）
  - Dror部隊（為緝毒部隊）

## 義大利
- 義大利國家警察（英语：Polizia di Stato）
  - 中央保安行動局（英语：Nucleo Operativo Centrale di Sicurezza）（NOCS）
  - 第一干預執行單位（UOPI）
  - 中央行動局（SCO）
- 義大利懲教局（英语：Polizia Penitenziaria）
  - 機動行動組（GOM）
- 意大利財政衛隊
  - 反恐快速應變部隊（英语：Counter-terrorism Rapid Response）（AT-PI）
  - 有組織犯罪調查組（英语：Gruppo di investigazione criminalità organizzata）（GICO）
- 卡賓槍騎兵
  - 特別干預組（GIS）
  - 特別行動組（ROS）
  - 首攻干預組（API）
  - 支援行動組（SOS）

## 日本
日本警察廳的國家級特種警察部隊為特殊急襲部隊，主要任務為對人質劫持、恐怖主義及強大火力疑犯等進行迅速的反應壓制。

### 警察廳
- 特殊急襲部隊（SAT）（全國層級反恐部隊）
- 槍械對策部隊（日语：銃器対策部隊）（地方層級反恐部隊）

### 都道府縣警察本部刑事部
- 特殊犯搜查隊（日语：特殊事件捜査係）（SIT）[2]（目前駐紥於秋田县、岩手县、茨城縣、宮城縣、福岛县、栃木縣、東京都、靜岡縣、愛知縣、三重县、福冈县、长崎县）
- 大阪府警察（日语：大阪府警察）特殊事件係（MAAT）
- 千葉縣警察（日语：千葉県警察）突入救助班（日语：突入救助班）（ART）
- 埼玉縣警察（日语：埼玉県警察）特殊戰術班（STS）
- 神奈川縣警察（日语：神奈川県警察）特殊戰術班（SIS）
- 青森縣警察（日语：青森県警察）特別技術隊（TST）
- 廣島縣警察（日语：広島県警察）人質拯救隊（HRT）

### 海上保安廳
- 特殊警備隊（SST）（全國層級海上反恐部隊）
- 特別警備隊（地方層級海上防暴／特別應變部隊）

### 其他
- 重要防護施設警備隊特別警備隊
- 重要防護施設警備隊警視廳總理大臣官邸警備隊
- 重要防護施設警備隊原子力關連施設警戒隊
- 國境離島警備隊（日语：国境離島警備隊）

## 
- 哈薩克共和國內務部（英语：Ministry of Internal Affairs of Kazakhstan）
  - 老鷹特種部隊（俄语：Сункар (спецподразделение)）
  - 野狼特種部隊（俄语：Арлан (спецподразделение МВД Казахстана)）
  - 金雕特種部隊
- 哈薩克共和國國家近衛軍（英语：National Guard of Kazakhstan）
  - 伯基特特種部隊
- 哈薩克共和國國家安全局（英语：State Security Service (Kazakhstan)）
  - 狼群特種部隊（俄语：Кокжал (спецподразделение)）
- 哈薩克共和國國家安全委員會（英语：National Security Committee of the Republic of Kazakhstan）
  - A特別用途部門

## ROK

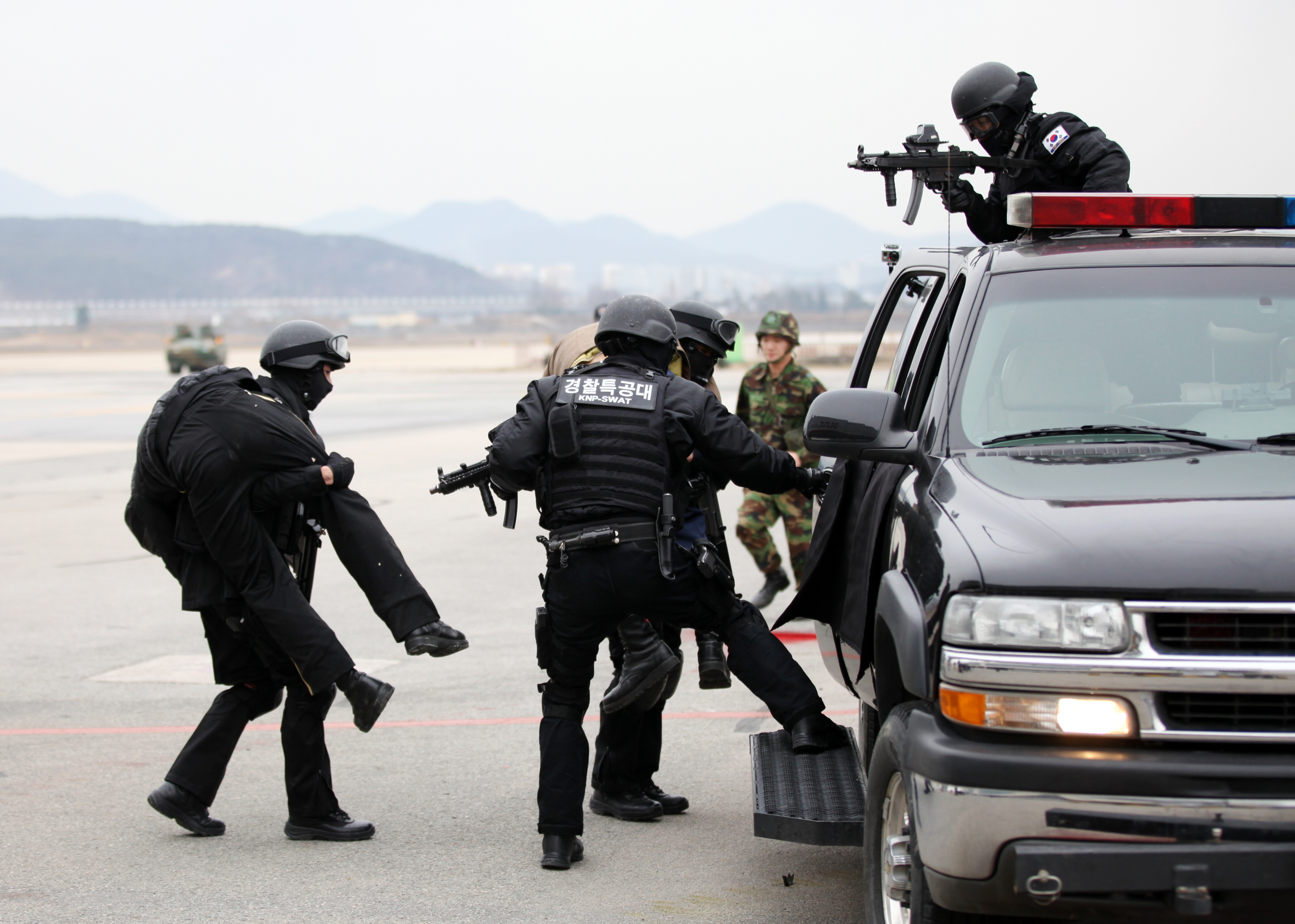
韓國警察特攻隊與韓國空軍實施反恐訓練

## 大韓民國

### 大韓民國警察廳
- 警察特攻隊（SOU）
  - 首爾地方警察廳警察特攻隊
  - 釜山地方警察廳警察特攻隊
  - 大邱地方警察廳警察特攻隊
  - 仁川地方警察廳警察特攻隊
  - 光州地方警察廳警察特攻隊
  - 大田地方警察廳警察特攻隊
  - 蔚山地方警察廳警察特攻隊
  - 世宗特別自治市警察廳警察特攻隊
  - 京畿南部地方警察廳警察特攻隊
  - 京畿道北部警察廳警察特攻隊
  - 江原特別自治道警察廳警察特攻隊
  - 忠清北道地方警察廳警察特攻隊
  - 忠清南道地方警察廳警察特攻隊
  - 全北特別自治道警察廳警察特攻隊
  - 全羅南道警察廳警察特攻隊
  - 慶尚北道警察廳警察特攻隊
  - 慶尚南道警察廳警察特攻隊
  - 濟州特別自治道警察廳警察特攻隊

### 大韓民國海洋警察廳
- 海洋警察特攻队（SSAT）
  - 釜山海洋警察特攻隊
  - 仁川海洋警察特攻隊

### 韓國軍事警察
- 特别任務隊（SDT）

### 總統安全局（英语：Presidential Security Service (South Korea)）
- 反擊隊（CAT）

## 列支敦斯登
- 邦警察
  - 干預單位

## 盧森堡
- 大公國警察（英语：Grand Ducal Police）
  - 大公國警察特別單位（英语：Unité Spéciale de la Police）（USP）

## 澳門
- 治安警察局
  - 特別行動組（GOE）
- 司法警察局
  - 特別應變隊（GRE）

## 马来西亚
- 馬來西亞皇家警察
  - 特別行動指揮部
    - 第69突擊大隊（英语：69 Commando）（VAT 69）
    - 特別行動單位（UTK）

  - 一般行動部隊（英语：General Operations Force）
    - 猛虎團

  - 海上行動部隊（英语：Marine Operations Force）
    - 海上突擊隊（英语：UNGERIN）（MAST）
- 馬來西亞海上執法局（英语：Malaysian Maritime Enforcement Agency）
  - 特別任務及救援部隊（英语：Special Task And Rescue）（STAR）
- 馬來西亞監獄局
  - 迅速行動部隊（英语：Trup Tindakan Cepat）（TTC）
- 馬來西亞移民局
  - 特別戰術組（英语：Grup Taktikal Khas）（GTK）
- 馬來西亞皇家關稅局
  - 海關反攻行動作戰部隊（英语：Customs Operational Battle Force Response Assault）（COBRA）

## 緬甸
- 緬甸警察部隊
  - 戰鬥警察營
  - 特別行動特遣隊（SOTF）

## 荷蘭
- 荷蘭國家警隊（英语：National Police Corps (Netherlands)）
  - 特別干預局（英语：Dienst Speciale Interventies）（DSI）
    - 拘捕和支援隊
    - 干預單位
    - M中隊（英语：M-Squadron）
    - 專業技能和行動支援單位
- 荷蘭皇家憲兵
  - 特別保護任務旅（英语：Brigade Speciale Beveiligingsopdrachten）（BSB）
  - 支援單位
- 羈押院所機構
  - 國家特別支援單位
  - 特別支援隊

## 新西兰
- 紐西蘭警察（英语：New Zealand Police）
  - 武裝進攻小隊（英语：Armed Offenders Squad）（AOS）
  - 特別戰術組（英语：Special Tactics Group）（STG）

## 挪威
- 挪威警察局（英语：Norweign Police Service）
  - 緊急應變單位
  - 應急單位（UEH）

## 菲律賓
- 菲律賓國家警察
  - 特別行動部隊（英语：Special Action Force）（SAF）
  - 空中安全組（英语：Philippine National Police Aviation Security Group）（PNP-AVSEGROUP）
  - 特種武器和戰術部隊（SWAT）
  - 反毒品特別行動任務部隊（ADSOTF）
- 菲律賓緝毒局（英语：Philippine Drug Enforcement Agency）
  - 特別執法局
- 總統安全組（英语：Presidential Security Group）
  - 特別應變組（SRU）
- 監獄管理及刑罰局（英语：Bureau of Jail Management and Penology）
  - 特別戰術及應變隊
- 菲律賓國家調查局（英语：National Bureau of Investigation (Philippines)）
  - 特別行動單位

## 波蘭
- 內部安全局（英语：Agencja Bezpieczeństwa Wewnętrznego）（ABW）
- 波蘭警察（英语：Policja）
  - 警察總部反恐行動局（BOS KGP）
  - 獨立反恐警察分隊（英语：Samodzielny Pododdział Antyterrorystyczny Policji）（SPAP）
- 波蘭邊境警衛隊（英语：Border Guard (Poland)）（SG）

## 俄羅斯

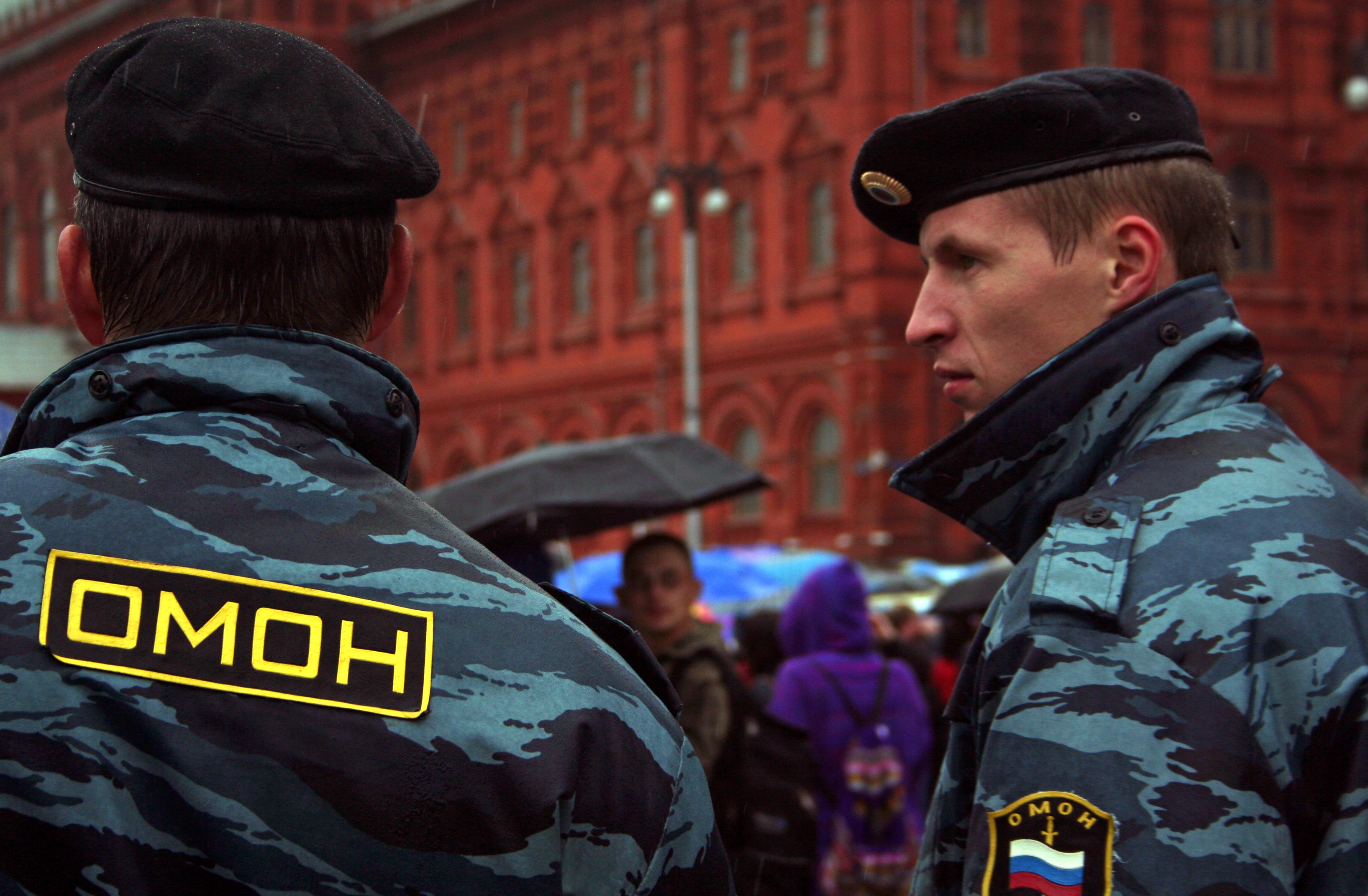
兩名在紅場上維持秩序的OMON隊員

特別用途機動單位於1988年成立，曾隸屬於俄羅斯聯邦內務部，從2016年4月5日起隸屬於俄羅斯聯邦安全議會的俄羅斯國家近衛軍，為俄羅斯境內規模最龐大的特種警察部隊。該部隊主要負責人群控制，防暴，處理涉及暴力犯罪的緊急事件以及國内反恐等，並曾經於兩次車臣戰爭期間在車臣共和國境內協助俄軍打擊分離主義武裝份子。另外俄羅斯境內還存在著同樣曾隸屬於內務部，現改編入俄羅斯國家近衛軍的特別迅速應變分隊以及俄羅斯內衛部隊（現為國家近衛軍）的多個特戰單位，這些部隊的主要任務是應付內亂及反恐。
聯邦安全局特別用途中心所屬的特種部隊如：阿尔法小组和溫佩爾小組為俄羅斯國家級的反恐部隊，主要針對國家一級恐襲或重大事件作出應對（如：莫斯科歌劇院人質事件及別斯蘭人質危機），另外也曾在兩次車臣戰爭及北高加索叛亂中分別派到車臣共和國和達吉斯坦共和國跟分離主義武裝份子戰鬥。前蘇聯時期隸屬於國家安全委員會，除了應付國內反恐任務及叛亂以外也會派到海外執行軍事級的特種作戰及隱蔽行動，典型的作戰例子有333風暴行動。聯邦安全局也在俄羅斯境內多個城市設有分局，各分局也設有其專屬的區域特別用途單位，任務包括：打擊恐怖主義、人質救援及支援聯邦安全局的反情報行動等。
其他一些執法機構（如：俄羅斯聯邦司法部及俄羅斯聯邦法警局等）也設有自己的特種警察單位。

#### 俄羅斯執法機構特別用途部隊一覧
- 俄羅斯聯邦國家近衛軍
  - 特別用途機動單位
  - 特別迅速應變分隊
- 俄羅斯聯邦內務部麻藥控制局
  - 雷霆特別用途部隊
  - 特別迅速應變分隊
- 俄羅斯聯邦安全局
  - 聯邦安全局特別用途中心
    - A部門（阿爾法）
    - V部門（信号旗）
    - K部門（高加索）
      - 曾經為駐紮在葉先圖基的特別用途局

    - S部門（颶風）
    - T部門（塔夫里達）

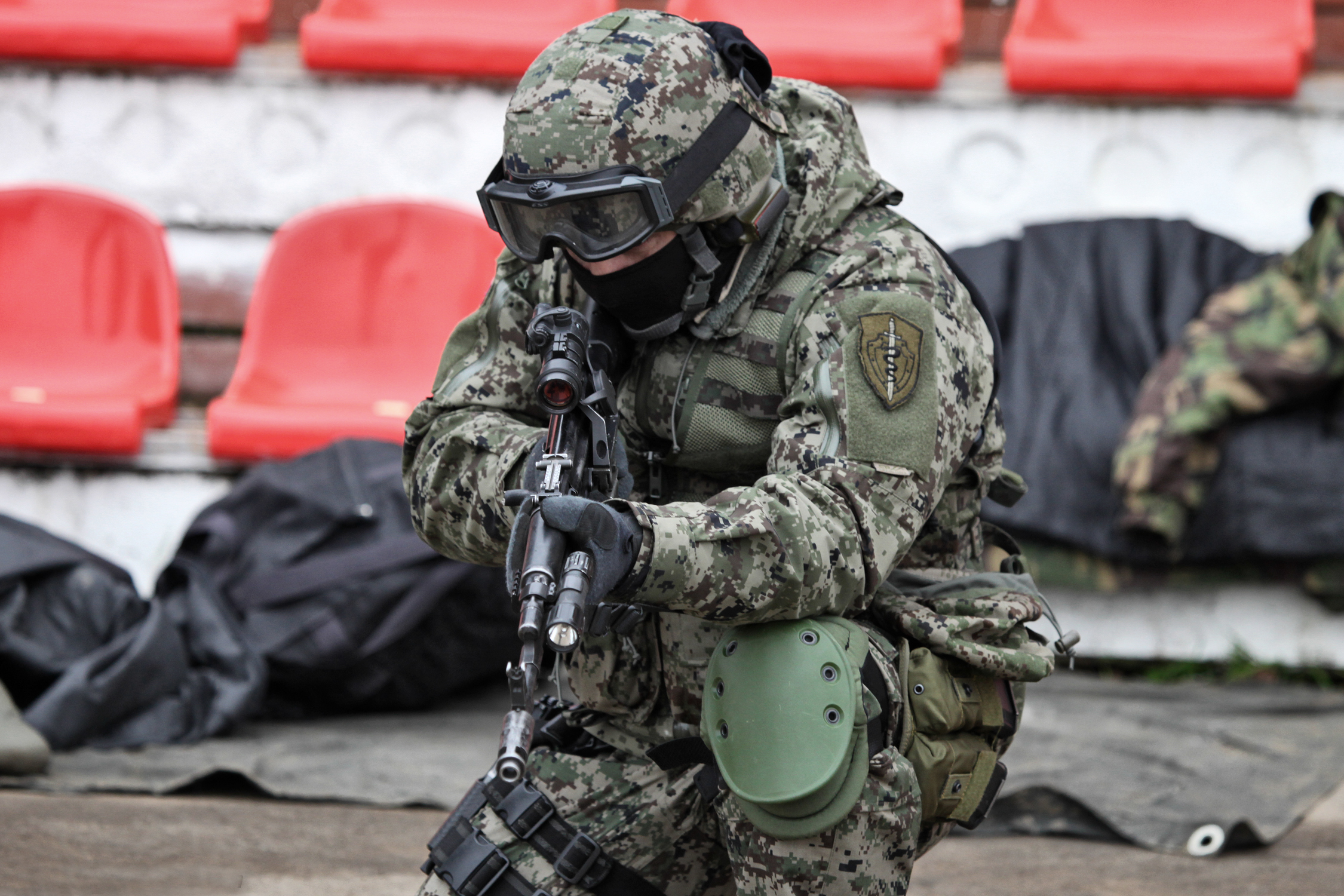
身穿Surpat作戰服的雷霆特種部隊幹員

      - 曾經為駐紮在克里米亞辛菲羅波爾的第2特別用途局

    - 特種武器部門

  - 區域特別用途部隊
    - 冰雹特別用途部隊（聖彼得堡區域特別用途部隊）
    - 殺人鯨特別用途部隊（摩爾曼斯克區域特別用途部隊）
    - 烏鴉特別用途部隊（沃羅涅日區域特別用途部隊）
    - 哈巴羅夫斯克區域特別用途部隊
    - 符拉迪沃斯托克區域特別用途部隊
    - 伊爾庫茨克區域特別用途部隊
    - 下諾夫哥羅德區域特別用途部隊
    - 葉卡捷琳堡區域特別用途部隊
    - 新西伯利亞區域特別用途部隊
    - 克拉斯諾達爾區域特別用途部隊
    - 車里雅賓斯克區域特別用途部隊
    - 加里寧格勒區域特別用途部隊
    - 聯邦安全局駐車臣共和國行動支援部隊（花崗岩特別用途部隊）
    - 聯邦安全局駐達吉斯坦共和國行動支援部隊（里海特別用途部隊）
    - 聯邦安全局駐印古什共和國行動支援部隊
    - 聯邦安全局駐卡巴爾達-巴爾卡爾共和國行動支援部隊
    - 聯邦安全局駐巴什科爾托斯坦共和國行動支援部隊
    - 聯邦安全局駐韃靼斯坦共和國行動支援部隊
    - 聯邦安全局駐卡累利阿共和國行動支援部隊（狼獾特別用途部隊）
    - 聯邦安全局駐俄羅斯聯邦各地的行動支援小組

  - 聯邦安全局邊防部門
    - 西格瑪特別用途部隊（繼承自03年解散的同名部隊）
    - 邊境分遣隊和各區域分部的獨立特別情報小組
    - 機動作戰部
    - 邊防部門區域特別用途部隊
    - 邊防部門區域特勤單位
- 俄羅斯聯邦警衞局總統安全局特別用途單位
- 俄羅斯聯邦對外情報局
  - 屏障特別用途部隊（Z部門）
- 俄羅斯聯邦司法部（英语：Ministry_of_Justice_(Russia)）懲罰執行局（主要負責應付監獄叛亂）
  - 土星特別用途部隊（莫斯科）
  - 火神特別用途部隊（俄语：Вулкан (спецподразделение)）（卡巴爾達-巴爾卡爾共和國）
  - 老鷹特別用途部隊（俄语：Ястреб (спецподразделение)）（馬里埃爾共和國）
  - 鯊魚特別用途部隊（克拉斯諾達爾邊疆區）
  - 守護者特別用途部隊（楚瓦什共和國）
  - 冰山特別用途部隊（摩爾曼斯克州）
  - 颱風特別用途部隊（聖彼得堡和列寧格勒州）
- 俄羅斯聯邦法警局
  - 岩石特別用途部隊
- 俄羅斯聯邦海關局特別用途單位
- 俄羅斯聯邦緊急情況部
  - 特殊風險特別行動中心“領袖”部隊

## 塞爾維亞
- 塞爾維亞內務部
  - 特別反恐單位（SAJ）
- 塞爾維亞憲兵
  - 眼鏡蛇部隊

## 新加坡
- 新加坡警察部隊
  - 緊急應變隊（ERT）
  - 特別行動指揮處（SOC）
    - 警察戰術單位（英语：Police Tactical Unit (Singapore)）（PTU）
    - 特工与拯救单位（STAR）

  - 辜加警察團（英语：Gurkha Contingent）
    - 特別警衛及反恐單位
    - 特別行動組
    - 特別戰術組

  - 即場應變隊
  - 安全指揮部
- 新加坡監獄署
  - 新加坡監獄署緊急行動應變部隊（英语：Singapore Prisons Emergency Action Response）（SPEAR）
- 警察海岸保衛處（英语：Police Coast Guard (Singapore)）
  - 特別任務中隊（STS）
  - 緊急應變部隊

## 南非

### 南非警察局（英语：South African Police Service）
- 特別任務部隊（STF）
- 國家干預單位（英语：National Intervention Unit）（NIU）
- 戰術應變隊（TRT）

## 斯洛伐克
- 特殊用途單位（UOU）

## 斯里蘭卡
- 斯里蘭卡警察
  - 特別任務部隊（英语：Special Task Force）（STF）

## 瑞典
- 瑞典警察局（英语：Swedish Police Authority）
  - 國家特遣隊（英语：National Task Force）（NI）
  - 增強地區特遣隊（英语：Reinforced Regional Task Force）
    - 斯德哥爾摩地區分隊
    - 南部地區分隊
    - 西部地區分隊

  - 地區任務部隊
    - 東部地區分隊
    - 伯格斯拉根地區分隊
    - 中部地區分隊
    - 北部地區分隊

## 瑞士

### 瑞士聯邦警察辦公室（英语：Federal Office of Police）
- 底格里斯特遣隊（英语：Task Force TIGRIS）

### 州警單位
- 巴塞爾競選州警察
  - 博威特干預單位
- 伯爾尼州警察
  - 龍膽特遣隊
- 瑞士中部警察
  - 山貓干預單位
- 弗里堡州警察
  - 弗里堡州警察干預組（GRIF）
- 日內瓦州警察
  - 州警察干預組（GRIC/GI）
- 汝拉州警察
  - 干預及神射手組（GITE）
- 納沙泰爾州警察
  - 美洲獅干預單位
- 提契諾州警察
  - 特別部門—干預組（ReS-GI）
- 瓦萊州警察
  - 迅速行動及威懾分遣隊（英语：Détachement d'Action Rapide et de Dissuasion）
- 蘇黎世州警察
  - 鑽石特遣隊
  - 毒蠍干預單位

## 泰國
- 泰國皇家警察
  - 阿林塔拉特26（英语：Arintharat 26）
  - 阿林塔拉傑26（英语：Arintaraj 26）（曼谷鐵路警察戰術單位）
  - 納瑞蘇安261（英语：Naresuan 261 Counter-Terrorism Unit）（反恐部隊）
  - 黑虎特別行動單位

## 乌克兰
- 烏克蘭國民衛隊
  - 第18行動團
    - 第1巡邏營
    - 第2特別用途營“頓巴斯”
    - “亞速”特別用途團
    - 特別巡邏連

  - 奧米茄獨立特別用途分隊（乌克兰语：Омега (спецпідрозділ)）
  - 維加特別用途分隊（乌克兰语：Загін спецпризначення «Вега Захід»）
- 烏克蘭國家警察
  - 快速行動應變單位（KORD）
- 烏克蘭安全局
  - 阿爾法小組
- 烏克蘭內務部
  - 特別任務巡邏警察（英语：Special Tasks Patrol Police (Ukraine)）
- 烏克蘭邊防局
  - 第10機動邊境支隊“守望”（乌克兰语：10-й мобільний прикордонний загін «Дозор»）

## 英国
特別罪案及行動特種槍械司令部（Specialist Crime and Operations Specialist Firearms Command，SCO19）是倫敦警察廳的特種警察部門，裡面包含了數個不同用途的單位，包括：武裝應對車輛（ARV）、特洛伊巡邏單位（TPU）、戰術支援小隊（TST），以及最新成立的反恐特種槍械警員（CTSFO）。由於常規英國警察一般不配備槍械，因此SCO19的成員都是由“槍械授權警員”（Authorised Firearms Officer，AFO）所組成。而英國其他地方的警察廳、機場安全部門、交通警察、英國國防部警察，以及民間核設施警察等執法機構也有著類似SCO19的“槍械單位”（Firearms Unit）編制。

### 英國警察戰術單位一覽

#### 全國層級
- 英國交通警察
  - 槍械單位
- 民間核設施警察（英语：Civil Nuclear Constabulary）
  - 動態搜索隊（DS）
  - 攔截隊（IT）
  - 戰略護送組（SEG）
- 國防部警察（英语：Ministry of Defence Police）
  - 戰術支援組

#### 地方警察
- 雅芳和薩默塞特郡警察（英语：Avon and Somerset Constabulary）
  - 槍械單位／警犬單位
- 劍橋郡警察
  - 戰術槍械單位
- 倫敦市警察
  - 戰術槍械單位
- 克利夫蘭警察（英语：Cleveland Police）
  - 特別行動單位
- 德文郡和康沃爾郡警察（英语：Devon and Cornwall Police）
  - 戰術輔助組
- 多塞特郡警察（英语：Dorset Police）
  - 戰術槍械單位
- 達勒姆警察（英语：Durham Constabulary）
  - 特別行動單位
- 大曼徹斯特警察（英语：Greater Manchester Police）
  - 戰術槍械單位
- 肯特郡警察（英语：Kent Police）
  - 訓練和戰術槍械單位
- 漢普郡警察（英语：Hampshire Constabulary）
  - 戰術槍械支援單位
- 倫敦警察廳
  - 特種槍械司令部及區域支援組（英语：Territorial Support Group）
- 諾福克郡警察（英语：Norfolk Constabulary）
  - 槍械訓練及行動單位
- 北約克郡警察（英语：North Yorkshire Police）
  - 槍械支援單位
- 北愛爾蘭警察局
  - 總部流動支援單位（英语：Headquarters Mobile Support Unit）
- 蘇格蘭警察
  - 特種槍械單位
- 南威爾士警察（英语：South Wales Police）
  - 聯合槍械單位
- 薩福克郡警察（英语：Suffolk Constabulary）
  - 戰術槍械單位
- 斯塔福德郡警察（英语：Staffordshire Police）
  - 中央槍械單位
- 泰晤士河谷警察
  - 戰術槍械隊
- 西米德蘭茲郡警察（英语：West Midlands Police）
  - 槍械行動單位
- 威爾特郡警察（英语：Wiltshire Police）
  - 武裝應變組

## 美国
洛杉磯警察局為美國最先組成專業特種警察部隊的部門，於1960年代中期組成一支有60名人員的專門隊伍，用以應付可能出現的狙擊活動。於1969年及1974年，該隊伍分別兩次對付擁有強大武器的黑豹党和共生解放軍。美國其他大城市的警察部門其後相繼仿傚建立特種武器和戰術部隊，一些地方或聯邦執法機關也設有類似單位以應付高風險執法行動。
聯邦調查局人質拯救隊則為國家級反恐部隊。

### 美國警察戰術單位一覽

#### 聯邦政府機關
- 美國司法部
  - 聯邦調查局
    - 人質拯救隊（HRT）
    - 特種武器和戰術部隊（SWAT）
    - Fly隊伍（Fly Team）

  - 緝毒局
    - 特別應變隊（SRT）

  - 美國法警局
    - 特別行動組（SOG）
    - 特別應變隊（SRT）

  - 菸酒槍炮及爆裂物管理局
    - 特別應變隊（SRT）

  - 聯邦監獄局
    - 特別行動和應變隊（英语：Special Operations Response Team）（SORT）
- 美國能源部
  - 特別應變隊（SRT）
  - 國家核安全管理局（英语：National Nuclear Security Administration）
    - 安全輸送辦公室（英语：Office of Secure Transportation）（OST）
- 美國國土安全部
  - 美國國土安全部調查局
    - 特別應變隊（SRT）

  - 美國海關及邊境保衛局
    - 特別應變隊（SRT）
    - 快速應變部隊（QRF）

  - 美國邊境巡邏隊
    - 特別行動組（SOG）
      - 邊境巡邏隊戰術單位（BORTAC）

  - 聯邦保護局（英语：Federal Protective Service (United States)）
    - 特別應變隊（SRT）

  - 移民及海關執法局
    - 特別應變隊（SRT）
    - 快速應變隊（RRT）
    - 戰術干預及控制隊（TIAC）

  - 美國海岸警衛隊
    - 戰術執法部隊（TACLET）
    - 海上安全及保安隊（MSST）
    - 海上保安應變隊（MSRT）
    - 直升機攔截戰術組（英语：Helicopter Interdiction Tactical Squadron）（HITRON）
    - 登船安全隊（VBST）

  - 美國特勤局
    - 反擊隊（CAT）
    - 反狙擊隊（CS）
    - 緊急應變隊（ERT）
- 美國國務院
  - 美國外交安全局
    - 流動安全部署辦公室（MSD）
- 美國財政部
  - 美國鑄幣局警察
    - 特別應變隊（SRT）
- 國家公園管理局
  - 特別應變隊（SRT）
  - 特別節日及戰術隊（SETT）
  - 特種武器和戰術部隊（SWAT）
- 美國國防部
  - 美國陸軍特別應變隊（SRT）
  - 美國海軍陸戰隊特別應變隊（SRT）
  - 美國海軍特別應變隊（SRT）
  - 海軍犯罪調查局區域緊急對威脅應變隊 (REACT)
  - 美國空軍緊急勤務隊（EST）

#### 獨立聯邦機關
- 國家安全局
  - 特別應變隊（SRT）
- 中央情報局
  - 安全保護局（SPS）
  - 特別應變隊（SRT）
- 美國國會警察
  - 緊急應變及遏制隊（CERT）
- 美鐵警察
  - 流動戰術單位（MTU）
- 聯邦儲備警察（英语：Federal Reserve Police）
  - 特別應變隊（SRT）
- 五角大樓保護局（英语：Pentagon Force Protection Agency）
  - 美國五角大樓警察（英语：United States Pentagon Police）
    - 緊急應變隊（ERT）
- 國家航空暨太空總署
  - 緊急應變隊（ERT）
- 阿拉斯加州騎警師（英语：Division of Alaska State Troopers）
  - 特別緊急應變隊（SERT）
- 亞利桑那州公眾安全部（英语：Arizona Department of Public Safety）
  - 特種武器和戰術部隊（SWAT）
- 加利福尼亞州公路巡警
  - 特種武器和戰術部隊（SWAT）
- 加利福尼亞州懲教和復康局（英语：California Department of Corrections and Rehabilitation）
  - 危機應變隊（CRT）
  - 特勤組（SSU）
- 科羅拉多州懲教局（英语：Colorado Department of Corrections）
  - 特別行動和應變隊（SORT）
- 康涅狄格州懲教局（英语：康涅狄格州懲教局）
  - 特別行動組（SOG）
- 康涅狄格州警察（英语：Connecticut State Police）
  - 州警戰術單位（SPTU）
- 特拉華州警察（英语：Delaware State Police）
  - 特別行動應變隊（SORT）
- 佛羅里達公路巡警（英语：Florida Highway Patrol）
  - 戰術應變隊（TRT）
- 佛羅里達州執法部門（英语：Florida Department of Law Enforcement）
  - 特別行動隊（SOT）
- 佛羅里達魚類和野生動物保護委員會（英语：Florida Fish and Wildlife Conservation Commission）
  - 特別行動組（FWCSOG）
- 佐治亞州反恐特別任務部隊（CTTF）
- 佐治亞州巡警（英语：Georgia State Patrol）
  - 特種武器和戰術部隊（SWAT）
- 夏威夷州公眾安全部（英语：Hawaii Department of Public Safety）
  - 州警緊急應變隊（SERT）
- 伊利諾伊州警察局（英语：Illinois State Police）
  - 戰術應變隊（TRT）
- 印第安納州警察（英语：Indiana State Police）
  - 緊急應變隊（ERT）
- 肯塔基州懲教局（英语：Kentucky Department of Corrections）
  - 懲教緊急應變隊（英语：Correctional Emergency Response Team）（CERT）
- 路易斯安那州警察（英语：Louisiana State Police）
  - 特種武器和戰術部隊（SWAT）
- 緬因州警察（英语：Maine State Police）
  - 戰術隊伍
- 緬因州懲教局（英语：Maine Department of Corrections）
  - 特別行動組（SOG）
- 馬里蘭州天然資源部警察局（英语：Maryland Department of Natural Resources Police）
  - 特別行動師
  - 戰術應變隊
- 馬里蘭州警察（英语：Maryland State Police）
  - 特別戰術突擊隊（STATE）
  - 戰術醫療單位（TMU）
- 馬里蘭州交通局警察（英语：Maryland Transportation Authority Police）
  - 特別應變隊（SRT）
- 馬里蘭州交通管制局警察（英语：Maryland Transit Administration Police）
  - 可見聯運預防和應對小隊（VIPR）／戰術單位
- 馬里蘭州海上戰術行動小組（MTOG）
- 馬薩諸塞州警察（英语：Massachusetts State Police）
  - 特別戰術行動隊（STOP）
- 馬薩諸塞州懲教局（英语：Massachusetts Department of Correction）
  - 特別應變隊（SRT）
- 馬薩諸塞州海灣交通管理局警察（英语：Massachusetts Bay Transportation Authority Police）
  - 特別行動隊（SOT）
- 密歇根州警察（英语：Michigan State Police）
  - 緊急支援隊（EST）
- 明尼蘇達州懲教局（英语：Minnesota Department of Corrections）
  - 特別行動組（SOG）
- 明尼蘇達州巡警（英语：Minnesota State Patrol）
  - 特別應變隊（SRT）
- 內布拉斯加州懲教局（英语：Nebraska Department of Correctional Services）
  - 特別行動應變隊（SORT）
- 新罕布什爾州警察（英语：New Hampshire State Police）
  - 特種武器和戰術部隊（SWAT）
- 新澤西州警察（英语：New Jersey State Police）
  - 緊急技術和任務專家（TEAMS）
- 新澤西州交通警察局（英语：New Jersey Transit Police Department）
  - 緊急勤務單位（ESU）
  - 行動戰術組（CTU）
- 新墨西哥州警察（英语：New Mexico State Police）
  - 戰術隊伍
- 紐約州警察（英语：New York State Police）
  - 特別行動應變隊（SORT）
- 北卡羅來納州調查局（英语：North Carolina State Bureau of Investigation）
  - 特別應變隊（SRT）
- 北卡羅來納州懲教局（英语：North Carolina Department of Correction）
  - 特別行動應變隊（SORT）
- 俄亥俄州公路巡警（英语：Ohio State Highway Patrol）
  - 特別應變隊（SRT）
- 俄亥俄州復康及懲教局（英语：Ohio Department of Rehabilitation and Correction）
  - 特別應變隊（SRT）
  - 特別戰術和反應隊（STAR）
- 俄克拉荷馬州公路巡警（英语：Oklahoma Highway Patrol）
  - 戰術隊伍
- 俄克拉荷馬州懲教局（英语：Oklahoma Department of Corrections）
  - 懲教緊急應變隊（CERT）
- 俄勒岡州警察（英语：Oregon State Police）
  - 特種武器和戰術部隊（SWAT）
- 賓夕法尼亞州警察（英语：Pennsylvania State Police）
  - 特別緊急應變隊（SERT）
- 賓夕法尼亞州懲教局（英语：Pennsylvania Department of Corrections）
  - 懲教步槍專家隊（CRST）
  - 人質拯救隊（HRT）
- 紐約與新澤西港務警察局（英语：Port Authority of New York and New Jersey Police Department）（PAPD）
  - 緊急勤務單位（ESU）
- 羅德島州懲教局（英语：Rhode Island Department of Corrections）
  - 懲教緊急應變隊（CERT）
- 羅德島州警察（英语：Rhode Island State Police）
  - 戰術隊伍
- 南卡羅來納州執法部門（英语：South Carolina Law Enforcement Division）
  - 特種武器和戰術部隊（SWAT）
- 田納西州公路巡警（英语：Tennessee Highway Patrol）
  - 特別行動單位（SOU）
- 德克薩斯州公眾安全部（英语：Texas Department of Public Safety）
  - 德州騎警司
    - 騎警偵察隊（RRT）
    - 特種武器和戰術部隊（SWAT）
    - 特別應變隊（SRT）
- 德克薩斯公園和野生動物部（英语：Texas Parks and Wildlife Department）
  - 斥侯隊
- 犹他州高速公路巡警
  - 特別緊急應變隊（SERT）
- 佛蒙特州警察（英语：Vermont State Police）
  - 戰術勤務單位
- 弗吉尼亞州警察（英语：Virginia State Police）
  - 特種武器和戰術部隊（SWAT）
- 弗吉尼亞州懲教局（英语：Virginia Department of Corrections）
  - 戰術支援單位（TSU）
- 華盛頓州巡警（英语：Washington State Patrol）
  - 特種武器和戰術部隊（SWAT）

#### 地方／縣警察機關
- 亞歷山大警察局（英语：Alexandria Police Department）
  - 特別行動隊（SOT）
- 安克雷奇警察局（英语：Anchorage Police Department）
  - 特種武器和戰術部隊（SWAT）
- 阿靈頓縣警察局（英语：Arlington County Police Department）
  - 特種武器和戰術部隊（SWAT）
- 亞特蘭大警察局
  - 特種武器和戰術部隊（SWAT）
- 大西洋城警察局（英语：Atlantic City Police Department）
  - 特種武器和戰術部隊（SWAT）
- 新澤西州大西洋縣緊急應變隊（ACERT）
- 奧斯汀警察局
  - 特種武器和戰術部隊（SWAT）
- 貝克斯菲爾德警察局（英语：Bakersfield Police Department）
  - 特種武器和戰術部隊（SWAT）
- 巴爾的摩警察局
  - 快速應變隊（QRT）
- 巴爾的摩郡警察局（英语：Baltimore County Police Department）
  - 特種武器和戰術部隊（SWAT）
- 灣區快速交通區警察局（英语：Bay Area Rapid Transit District Police Department）
  - 特種武器和戰術部隊（SWAT）
- 比佛利山警察局（英语：Beverly Hills Police Department）
  - 特種武器和戰術部隊（SWAT）
- 伯克利縣警察局（英语：Berkeley County Police Department）
  - 特別應變隊（SRT）
- 布勞沃德縣警長辦公室（英语：Broward County Sheriff's Office）（佛羅里達州）
  - 特種武器和戰術部隊（SWAT）
- 布埃納公園警察局（英语：Buena Park Police Department）
  - 特種武器和戰術部隊（SWAT）
- 馬薩諸塞州中部執法委員會（英语：Central Massachusetts Law Enforcement Council）
  - 特種武器和戰術部隊（SWAT）
- 首都地區緊急勤務隊（CREST）
- 科德角地區執法委員會（英语：Cape Cod Regional Law Enforcement Council）
  - 特種武器和戰術部隊（SWAT）
- 新罕布什爾州中部特別行動單位（CNHSOU）
- 查爾斯頓縣警長局（英语：Charleston County Sheriff's Department）
  - 特種武器和戰術部隊（SWAT）
- 查爾斯頓警察局（英语：Charleston Police Department）
  - 特種武器和戰術部隊（SWAT）
- 查塔努加警察局（英语：Chattanooga Police Department）
  - 特種武器和戰術部隊（SWAT）
- 切薩皮克警察局（英语：Chesapeake Police Department）
  - 特種武器和戰術部隊（SWAT）
- 芝加哥警察局
  - 特種武器和戰術部隊（SWAT）
- 辛辛那提警察局（英语：Cincinnati Police Department）
  - 特種武器和戰術部隊（SWAT）
- 克利夫蘭警察局（英语：Cleveland Division of Police）
  - 特種武器和戰術部隊（SWAT）
- 克洛維斯警察局（英语：Clovis Police Department）
  - 特種武器和戰術部隊（SWAT）
- 科布縣警察局（佐治亞州）
  - 特種武器和戰術部隊（SWAT）
- 科布縣警長辦公室（佐治亞州）
  - 戰術行動單位（TOU）
- 科羅拉多泉警察局（英语：Colorado Springs Police Department）
  - 戰術執法單位（TEU）
- 哥倫布印第安納警察局
  - 特種武器和戰術部隊（SWAT）
- 哥倫布警察局（英语：Columbus Division of Police）
  - 特種武器和戰術部隊（SWAT）
- 庫克縣警長辦公室（英语：Cook County Sheriff's Office）（伊利諾伊州）
  - 人質、路障和恐怖份子專門應對部隊（HBT）
- 科羅娜警察局（英语：Corona Police Department）
  - 特種武器和戰術部隊（SWAT）
- 坎伯蘭縣警長辦公室（英语：Cumberland County Sheriff's Office）
  - 特別應變隊（SRT）
- 達拉斯警察局
  - 特種武器和戰術部隊（SWAT）
- 丹佛警察局（英语：Denver Police Department）
  - 特種武器和戰術部隊（SWAT）
- 底特律警察局（英语：Detroit Police Department）
  - 特別應變隊（SRT）
- 杜普林縣警長辦公室（英语：Duplin County Sheriff's Office）
  - 特別應變隊（SRT）
- 埃斯孔迪多警察局（英语：Escondido Police Department）
  - 戰術行動單位（TOU）
- 埃文斯維爾警察局（印第安納州）（英语：Evansville Police Department (Indiana)）
  - 特種武器和戰術部隊（SWAT）
- 費爾法克斯縣警察局（英语：Fairfax County Police Department）
  - 特種武器和戰術部隊（SWAT）
- 費爾法克斯縣警長辦公室（英语：Fairfax County Sheriff's Office）
  - 縣警長緊急應變隊（SERT）
- 富爾頓縣警察局（佐治亞州）
  - 特種武器和戰術部隊（SWAT）
- 富爾頓縣警長辦公室 （佐治亞州）（英语：Fulton County Sheriff's Office (Georgia)）
  - 特種武器和戰術部隊（SWAT）
- 加登格羅夫警察局（英语：Garden Grove Police Department）
  - 特種武器和戰術部隊（SWAT）
- 格威內特縣警察局（佐治亞州）
  - 特種武器和戰術部隊（SWAT）
- 格威內特縣警長辦公室（佐治亞州）
  - 特種武器和戰術部隊（SWAT）
- 漢普頓警察局（弗吉尼亞州）
  - 特種武器和戰術部隊（SWAT）
- 希爾斯伯勒縣警長辦公室（佛羅里達州）（英语：Hillsborough County Sheriff's Office (Florida)）
  - 戰術應變隊（TRT）
- 希爾斯伯勒縣消防救援局
  - 醫療緊急應變隊（MERT）
- 休斯頓警察局（英语：Houston Police Department）
  - 特種武器和戰術部隊（SWAT）
- 印第安納波利斯警察局（英语：Indianapolis Police Department）
  - 特種武器和戰術部隊（SWAT）
- 克恩縣警長局
  - 特種武器和戰術部隊（SWAT）
- 拉馬爾縣特別應變隊（SRT）
- 長灘警察局（英语：Long Beach Police Department）
  - 特種武器和戰術部隊（SWAT）
- 朗茲縣警長辦公室 
  - 特別應變隊（SRT）
- 洛杉磯機場警察局（英语：Los Angeles Airport Police）
  - 緊急勤務單位（ESU）
- 洛杉磯縣警長局（英语：Los Angeles County Sheriff's Department）
  - 特別執法部隊（SED）／特種武器隊
- 洛杉磯警察局大都會分部（英语：LAPD Metropolitan Division）
  - 特種武器和戰術部隊（SWAT）
- 洛杉磯學校警察局（英语：Los Angeles School Police Department）
  - 特別應變隊（SRT）
- 馬里科帕縣警長辦公室（英语：Maricopa County Sheriff's Office）
  - 戰術行動單位（TOU）
- 瑪麗埃塔警察局
  - 特別應變隊（SRT）
- 華盛頓大都會機場管理局警察局
  - 特別應變隊（SRT）
- 邁阿密戴德警察局（英语：Miami-Dade Police Department）
  - 特別應變隊（SRT）
- 邁阿密警察局
  - 特種武器和戰術部隊（SWAT）
- 蒙哥馬利警察局（英语：Montgomery Police Department）
  - 特種武器和戰術部隊（SWAT）
- 蒙哥馬利縣警察局（英语：Montgomery County Police Department）（馬里蘭州）
  - 特種武器和戰術部隊（SWAT）
- 拿騷縣警察局（英语：Nassau County Police Department）
  - 特別行動局（BSO）
  - 緊急勤務單位（ESU）
- 納什維爾地鐵警察局
  - 特種武器和戰術部隊（SWAT）
- 納瓦霍族民族警察（英语：Navajo Nation Police）
  - 特別行動單位（SOU）
- 紐瓦克警察局（英语：Newark Police Department）
  - 緊急應變隊（ERT）
- 新奧爾良警察局（英语：New Orleans Police Department）
  - 特種武器和戰術部隊（SWAT）
- 紐波特紐斯警察局（英语：Newport News Police Department）
  - 戰術行動單位（TOU）
- 紐約市警察局
  - 緊急勤務單位（英语：Emergency Service Unit）（ESU）
  - 緊急應變指揮部（CRC）
  - 戰略應變組（SRG）
- 東北馬薩諸塞州執法委員會（英语：North Eastern Massachusetts Law Enforcement Council）
  - 特種武器和戰術部隊（SWAT）
- 北邁阿密海灘警察局
  - 特別應變隊（SRT）
- 北伊利諾伊州警察警報系統
  - 緊急勤務隊（EST）
- 奧克蘭警察局（英语：Oakland Police Department）
  - 特種武器和戰術部隊（SWAT）
- 奧蘭多警察局（英语：Orlando Police Department）
  - 特種武器和戰術部隊（SWAT）
- 奧蘭治縣警長局（加利福尼亞州）（英语：Orange County Sheriff's Department (California)）
  - 特種武器和戰術部隊（SWAT）
- 奧蘭治縣警長辦公室（佛羅里達州）（英语：Orange County Sheriff's Office (Florida)）
  - 特種武器和戰術部隊（SWAT）
- 棕櫚灘縣警長辦公室（英语：Palm Beach County Sheriff's Office）
  - 特種武器和戰術部隊（SWAT）
- 棕櫚泉警察局（英语：Palm Springs Police Department）
  - 特種武器和戰術部隊（SWAT）
- 鳳凰城警察局（英语：Phoenix Police Department）
  - 特別任務單位（SAU）
- 費城警察局（英语：Phillidelphia Police Department）
  - 特種武器和戰術部隊（SWAT）
- 皮馬地區特種武器和戰術部隊（SWAT）
- 派恩赫斯特警察局（英语：Pinehurst Police Department）
  - 緊急應變隊（ERT）
- 波特蘭警察局（英语：Portland Police Bureau）
  - 特別緊急應變隊（SERT）
- 西雅圖港口警察局
  - 特種武器和戰術部隊（SWAT）
- 朴茨茅斯警察局（弗吉尼亞州）
  - 特種武器和戰術部隊（SWAT）
- 喬治王子縣警察局（英语：Prince George's County Police Department）
  - 緊急勤務隊（EST）
- 喬治王子縣警長辦公室（英语：Prince George's County Sheriff's Office）
  - 專業勤務隊（SST）
- 薩克拉門託縣警長局（英语：Sacramento County Sheriff's Department）
  - 特別執法部隊（SED）
- 鹽湖城警察局
  - 特種武器和戰術部隊（SWAT）
- 聖地亞哥警察局（英语：San Diego Police Department）
  - 特種武器和戰術部隊（SWAT）
- 聖地亞哥縣警長局（英语：San Diego County Sheriff's Department）
  - 特別執法部隊（SED）
- 三藩市警察局
  - 特種武器和戰術部隊（SWAT）
- 舊金山縣警長局（英语：San Francisco County Sheriff's Department）
  - 特別應變隊（SRT）
- 薩凡納警察局（英语：Savannah Police Department）
  - 緊急救援隊（ERT）
- 西雅圖警察局（英语：Seattle Police Department）
  - 緊急應變隊（ERT）
- 謝爾比縣警長辦公室（英语：Shelby County Sheriff's Office）
  - 特種武器和戰術部隊（SWAT）
- 南派恩斯警察局
  - 特別應變隊（SRT）
- 斯巴達堡警察局（英语：Spartanburg Police Department）
  - 戰術鎮壓隊（TNT）
- 賽道警察局
  - 特種武器和戰術部隊（SWAT）
- 斯波坎縣警長局
  - 特種武器和戰術部隊（SWAT）
- 斯波坎警察局（英语：Spokane Police Department）
  - 特種武器和戰術部隊（SWAT）
- 薩福克警察局（弗吉尼亞州）
  - 緊急事件應變隊（CIRT）
- 南郊區緊急應變隊（SSERT）（於芝加哥郊區執勤）
- 南新罕布什爾州特別行動單位（SOU）
- 塔科馬警察局（英语：Tacoma Police Department）
  - 特種武器和戰術部隊（SWAT）
- 坦帕警察局（英语：Tampa Police Department）
  - 戰術應變隊（TRT）
- 圖森警察局（英语：Tucson Police Department）
  - 特種武器和戰術部隊（SWAT）
- 塔爾薩縣警長辦公室
  - 特種武器和戰術部隊（SWAT）
- 塔爾薩警察局（英语：Tulsa Police Department）
  - 特別行動隊（SOT）
- 弗吉尼亞海灘警察局（英语：Virginia Beach Police Department）
  - 特種武器和戰術部隊（SWAT）
- 華盛頓縣警長辦公室（英语：Washington County Sheriff's Office）（俄勒岡州）
  - 戰術談判隊（TNT）
- 哥倫比亞特區市警察局（英语：Metropolitan Police Department of the District of Columbia）
  - 緊急應變隊（ERT）
- 哥倫比亞特區市交通警察
  - 特別應變隊（SRT）
- 西新罕布什爾州特別行動單位（SOU）
- 威奇托警察局（英语：Wichita Police Department）
  - 特種武器和戰術部隊（SWAT）

## 梵蒂冈
- 梵蒂岡憲兵
  - 快速干預單位（GIR）
  - 反破壞單位

## 越南
- 越南人民公安
  - 機動警察
  - K-20警察總部
    - 快速應變警察（CS113）
    - 特別罪案調查警察